# Арієль (ім'я)
Арієль, Аріель — чоловіче, рідше жіноче ім'я гебрайського походження.

## Відомі носії
- Аріель Анрі — прем'єр-міністр Гаїті
- Аріель Атіас — ізраїльський політик
- Аріель Борисюк — польський футболіст
- Аріель Вінтер — американська акторка
- Аріель Гарсе — аргентинський футболіст
- Аріель Грасіані — еквадорський футболіст
- Аріель Дорфман — чилійський письменник
- Арієль Дюран — американська письменниця
- Аріель Естбе — норвезький футболіст
- Аріель Зеєві — ізраїльський дзюдоїст
- Аріель Ібагаса — аргентинський футболіст
- Аріель Кастро — американський викрадач людей
- Арієль Кеббел — американська актриса і модель.
- Аріель Коен — ізраїльський політолог
- Аріель Освальдо Коццоні — аргентинський футболіст
- Аріель Лопес — аргентинський футболіст
- Аріель Лугасі — ізраїльський футболіст, лівий вінгер
- Аріель Мосур — польський футболіст
- Аріель Науельпан — аргентинський футболіст
- Аріель Лін — тайванська співачка й акторка
- Аріель Ортега — аргентинський футболіст
- Аріель Рамірес — аргентинський композитор
- Арієль Шарон — 11-й прем'єр-міністр Ізраїлю (2001—2006).
- Аріель Шламо-Залман — ізраїльський письменник й енциклопедист
- Аріель Якобс — бельгійський футболіст і тренер